# Мартин Лорънс
Мартин Лорънс (на английски: Martin Fitzgerald Lawrence) е американски актьор, комедиант, режисьор и продуцент, известен с ролите си във филмите „Нищо за губене“, „Ченгето в мен“, „Лоши момчета“, „Ченгета без значки“ и други.

## Биография
Четвъртото от шест деца, Мартин Фицджералд Лорънс е роден на 16 април 1965 г. във Франкфурт на Майн, Германия. Родителите му го кръщават на Мартин Лутър Кинг (малкото име), а второто му име е взето от второто име на президент Джон Кенеди.
Баща му, Джон Лорънс, служи в американската армия по време на раждането му. Когато Лорънс е на 7-годишна възраст, баща му напуска военните и семейството се премества от Германия обратно в Съединените щати, установявайки се в Ландовър, Мериленд, в района на Вашингтон, окръг Колумбия. След развода на родителите му, когато той е на осем години, Лорънс рядко се вижда с баща си, който е полицай. Майка му Хлора (родена Бейли) работи на няколко места, включително като търговски представител и касиер в различни универсални магазини, за да издържа семейството си.
Като юноша се занимава с бокс. Дебютът му в киното е през 1989 г. и през 1990-те става един от най-популярните холивудски актьори. От 1994 г. името му непрекъснато фигурира в медиите във връзка с различни и многочислени скандали. Има два брака, два развода и три дъщери.

## Избрана филмография
- „Прави каквото трябва“ (1989)
- „Домашно парти“ (1990)
- „Мръсни приказки след здрач“ (1991)
- „Домашно парти 2“ (1991)
- „Бумеранг“ (1992)
- „Лоши момчета“ (1995)
- „Нищо за губене“ (1997)
- „Ченгето в мен“ (1999)
- „Агент XXL“ (2000)
- „Черният рицар“ (2001)
- „Ченгета без значки“ (2003)
- „Лоши момчета 2“ (2003)
- „Реванш“ (2005)
- „Агент XXL 2“ (2006)
- „Ловен сезон“ (2006)
- „Добре дошъл у дома, Роско Дженкинс“ (2008)
- „Бягство към колежа“ (2008)
- „Агент XXL 3: Еволюция“ (2011)
- „Лоши момчета завинаги“ (2020)
- „Лоши момчета: Всичко или нищо“ (2024)